# Demografický vývoj v Náhorním Karabachu v letech 1923 až 1994
Demografický vývoj v Náhorním Karabachu v letech 1923 až 1994 podrobněji popisuje jednu z příčin dlouholetých sporů, které v oblasti Náhorního Karabachu v 90. letech 20. století vygradovaly ve válečný konflikt.

## Historie regionu
Náhorní Karabach je hornatá oblast mezi dnešní Arménií a Ázerbájdžánem o rozloze 4800 km čtverečních a s 95 % arménským obyvatelstvem. Samotný termín „Karabach“ má arménský původ pocházející z názvu knížectví „Bachk“ (Ktiš-Bachk), jež se v období mezi 10. a 13. stoletím nacházelo v jižní částí Arcachu a Sjuniku. Později kočovné turkické kmeny, které pronikly do této oblasti, začaly odvozovat původ slova „Karabach“ od turkického slova „kara“, které v překladu znamená „černý“ a perského slova „bach“ které v překladu znamená „zahrada“. Podobné kumulace názvu území na základě fonetické podoby nejsou řídkosti u migrantů, kteří se snaží archaizovat svojí přítomnost v dané oblasti.
Na území Náhorního Karabachu docházelo historicky ke střetávání zájmů velkých mezinárodních aktérů jako Perská říše, Osmanská říše, Ruská říše a Velká Británie. Klíčový ale je mezi-etnický střet o moc nad touto oblasti mezi dvěma hlavními etniky, Armény a tzv. Zakavkazskými Tatary, kteří se teprve od poloviny třicátých let dvacátého století začali komplexně nazývat Ázerbájdžánci. Samotné území Náhorního Karabachu nepředstavuje ani pro jedno etnikum skoro žádný ekonomický či strategický význam, proto se jedná o konflikt spíše historicko-kulturní. Arméni jsou starobylý národ indoevropského původu, dle různých historiků obývají území Arménské vysočiny, na které se dnes nachází samotná Arménie, nepřetržitě po dobu více než 3500 let. Jedná se národ, který podle tradice jako první učinil z křesťanství svoje státní náboženství, a to v roce 301 za vlády krále Trdata III. Na rozdíl od Arménů, kteří měli vždy jasný výklad své etnické příslušností a svého původu, u Ázerbájdžánců dochází k častým nejasnostem a k celkovému dotváření své identity a etnického sebeuvědomění. Primárním cílem dotváření svého etnického původu u Ázerbájdžánců je archaizovat svojí přítomnost na území Jižního Kavkazu, a to především v oblasti Náhorního Karabachu. Ve snaze o obhájení svých svrchovaných práv v této oblasti se postupně upouští od dosud uznávané tzv. Seldžucké teorie, která datuje první příchod turkických kmenů do oblasti Jižního Kavkazu v 11. století a začíná se více uznávat tzv. Chazarská teorie, podle které se první turkické obyvatelstvo objevilo na území Jižního Kavkazu už na přelomu 6. a 7. století. Stálé více populární však začíná být i tzv.„Albánská teorie“, podle které bylo území Karabachu nedílnou součástí Kavkazské Albánie s původní kavkazsky mluvící populací, která se s příchodem turkických kmenů turkizovala a islamizovala, a tedy se významně podílela na etnogenezi ázerbájdžánského etnika. Podle této vize byli karabaššti Arméni původně kavkazští Albánci, kteří v raném středověku přijali od Arménů křesťanství a následně se grigorionizovali a armenizovali. Samotní Ázerbájdžánci se tedy dle této teorie považují za potomky kavkazských Albánců, což jím automatický dává nárok na území Náhorního Karabachu. Tato teorie sama o sobě pak neguje turkický původ Ázerbájdžánců, ke kterému se nyní hlásí.
Během své dlouhé historie byla Arménie nezávislým státem velice krátce. Po většinu své existence se vždy nacházela pod cizí nadvládou, nejprve byla součásti Římské říše, poté Perské a Byzantské říše a od 19. století byla rozdělena mezi Osmanskou a Ruskou říší. Životní podmínky a celkové sociální postavení Arménů žijících na území Osmanské říše byly ve znamení útlaku a snahy o kompletní eliminaci a vytlačení arménského etnika z tohoto území. Přelomovým momentem byl nástup tzv. mladoturků spolu s jejich nacionalistickou stranou „Jednota a pokrok“ k moci v roce 1908; ti nejprve využili arménské menšiny k uchopení moci ve státě a po vítězné revoluci se sami obrátili proti arménské populaci. Následovalo nemalé množství pogromů na Armény v Osmanské říši. Jedním z mnoha případů etnických čistek byly v roce 1909 události ve městech Adana a Kilíkie, kde došlo ke kompletnímu vyčištění teritoria od arménské menšiny a tyto zprvu menší čistky se postupně přeměnily v regulérní genocidu. Celkové napětí ve světě a následně i první světová válka tureckým nacionalistům plně umožnila zbavit se etnických menšin na svém území. Již 2. listopadu roku 1914 se Turecko zapojilo do války na straně centrálních mocností a jako záminka pro cílené vyvražďování Arménů posloužila bitva u Sarikamiše, kde turecká třetí armáda byla na hlavu poražena ruskými vojsky; tato zdrcující porážka byla neprávem připisována Arménům, na které se po celou dobu pohlíželo jako na prorusky smýšlející zrádce. Zástěrkou pro masakry, které po této porážce následovaly, byla deportace Arménů z východních provincií do koncentračního tábora v Aleppu. Deportace začala v květnu roku 1915 a probíhala v drastických podmínkách hladu, žízně, mučení a vraždění, pod dohledem tureckých vojenských jednotek (tzv. čete), jež se převážně rekrutovaly z řad bývalých kriminálníků. V důsledku této genocidy došlo k zabití více než jeden a půl milionů Arménů a z původních dvou milionů Arménů na území Turecka jích zůstalo pouze 400 000.
Na rozdíl od Osmanské říše a následně Turecka nebyli Arméni obývající Ruskou říší vystavování útlakům. Pouze po krátkou dobu docházelo v Ruské říší k pokusům o rusifikaci (za cara Alexandra III.), důvodem k tomu byly jeho obavy z postupně vzrůstajícího národního vědomí arménské populace. Tato skutečnost také byla důvodem, proč Rusko stálo na straně Ázerbájdžánců při jejích prvních potyčkách v tehdy kosmopolitním městě Baku.
První spory mezi Armény a Ázerbájdžánci měly zprvu spíše socioekonomický charakter, kdy Ázerbájdžánci představovali chudší vrstvu obyvatelstva, jež se převážně zabývalo zemědělstvím a malorolnictvím, zatímco obyvatelstvo arménské patřilo k zámožným obchodníkům a průmyslníkům. V důsledků těchto menších potyček, které měly následně silně eskalační potenciál, zahynulo víc než deset tisíc lidi. Střety mezi Armény a Ázerbájdžánci na území samotného Náhorního Karabachu se rozpoutaly už v roce 1906, celý konflikt měl charakter menších ozbrojených potyček mezi jednotlivými vesnicemi, které se rázem začaly dělit na arménské a ázerbájdžánské a to vždy dle převažujícího počtu obyvatelstva v dané vesnici. Tato arménsko-tatarská válka, jak ji označuje polský historik Tadeuzs Swietochowski, byla prvním otevřeným střetem mezi oběma národy v etnické rovině; do této doby vzniklé konflikty se spíše odehrávaly v rovině socioekonomické. Důsledkem války bylo 10 000 padlých oběti, skoro 300 zničených vesnic, jak arménských tak i ázerbájdžánských (tatarských), a rozdělení tehdejšího hlavního města Náhorního Karabachu Šuši na arménské a ázerbájdžánské rajóny, což přispělo k ještě větší izolaci obou dvou etnik. Další důležitou periodou ve vývoji vztahu obou etnik byla tzv. Zakavkazská federace, oficiálně vyhlášená 22. dubna 1918. Tento státní útvar, který byl založen všemi třemi zakavkazskými státy – tedy Arménii, Gruzií a Ázerbájdžánem – fungoval na protibolševické bázi nezávislé na Rusku, jeho existence však neměla dlouhé trvání z důvodu odlišných vizí všech tří států na další politické a teritoriální uspořádání regionu. Za necelý měsíc se federace rozpadla a záhy došlo k úspěšnému tureckému útoku na Kavkaz v čele s Enver Pašou. Během turecké intervence docházelo k systematickým násilnostem na arménském obyvatelstvu.
Po skončení 1. světové války Turecko z Kavkazu ustoupilo a bylo nahrazeno Britskou správou. Velká Británie jakožto aktér, který měl v oblasti Zakavkazska pouze krátkodobé cíle, se vyznačovala svojí lhostejnosti k celé oblasti a předala Náhorní Karabach spolu s Nachičevanem a Zangezurem pod ázerbájdžánskou správu. V dubnu roku 1921 došlo ke kompletní porážce bělogvardějců na všech frontách a bolševická XI. armáda obsadila celý Kavkaz. Jelikož Lenin si nepřál poštvat proti sobě kemalisty, podepsal Smlouvu o bratrství a přátelství mezi Tureckem a nově vzniklým Sovětským svazem. Na základě této smlouvy byly Náhorní Karabach spolu s Nachičevanem předány pod Ázerbájdžánskou jurisdikci a v roce 1923 Náhorní Karabach získal statut autonomní oblasti.

## Etno-demografický vývoj v Náhorním Karabachu jako jedna z příčin konfliktu
Radikální změna, která proběhla v etno-demografické struktuře Náhorního Karabachu, měla svůj zásadní vliv na vznik konfliktu. Už ve druhé polovině 80. let bylo zřejmé, že Arméni v této oblasti ztrácejí své dominantní postavení z hlediska počtu obyvatel. Početná menšina Ázerbájdžánců (Azerů) dlouhodobě vykazovala mnohem vyšší demografickou dynamiku než arménské obyvatelstvo. Tento trend pak byl jednou z hlavních příčin politické nestability ve druhé polovině 80. let.
Postupný růst podílu Azerů na populaci Karabachu začal během sovětské éry. V roce 1923, kdy Náhorní Karabach jako arménská enkláva v rámci Ázerbájdžánské sovětské republiky získal statut autonomní oblasti, žilo na jeho území celkem 131 500 obyvatel, z čehož 94.4 % tvořili Arméni a pouhých 5.6 % Ázerbájdžánci (neboli, dle jejích tehdejšího označení, Zakavkazští Tataři) s celkovým počtem 7 400 obyvatel. Zatímco v roce 1987, kdy obyvatelstvo Náhorního Karabachu čítalo již 180 000 osob, se poměr razantně změnil: z celkového počtu představovali asi 74 % Arméni a 24.4 % Ázerbájdžánci. Arméni si byli dobře vědomi, že kdyby tento vývoj pokračoval, trvalo by přibližně 10 až 15 let, než by definitivně ztratili svoje postavení titulárního národa v autonomní oblasti. Vyřešení této situace viděla arménská inteligence v odtržení od Ázerbájdžánu a v následném připojení k Arménii.
Pro vysvětlení této etno-demografické změny v Náhorním Karabachu existuje několik teorií. Jednou z nich je přirozeně větší populační narůst Ázerbájdžánců, kteří dle svých zvyků měli spíše selský způsob života, kde rodiny byly převážně vícečlenné. Jako argument pro toto vysvětlení může sloužit i etno-demografická situace i v jiných spíše zemědělských oblastech Ázerbájdžánu, kde shodně se situací v Náhorním Karabachu docházelo ke stále většímu růstu ázerbájdžánské populace – na rozdíl od jiných etnik, jako například Talýšů, Lezgů či Tatů. Dalším možným vysvětlením pro tento jev je fakt, že Arméni jsou více naklonění modernímu, městskému životu a vždy patřili ke vzdělanější vrstvě obyvatelstva v Náhorním Karabachu. Jejích výborná znalost ruštiny, na rozdíl od Ázerbájdžánců, jím umožňovala uplatnění i v jiných oblastech Sovětského svazu. To mělo za následek velký počet migrace mladé arménské populace z autonomní oblasti buď do větších měst v rámci samotného Ázerbájdžánu, nebo do jiných svazových republik
Uvedená vysvětlení pro razantní nárůst ázerbájdžánské populace v Náhornokarabašské autonomní oblasti (NKAO) byla dána spíše přirozenou cestou bez vedlejších, umělých vlivů, ale zajímavým může být prohlášení druhého ázerbájdžánského prezidenta Hejdara Alijeva o jeho systematických snahách změnit demografickou situaci ve prospěch ázerbájdžánské populace v autonomní oblasti již od 60. let 20. století.
Samotný etno-demografická stav, který vznikl ke konci 80. let v Náhorním Karabachu, zvětšil pravděpodobnost vzniku etnického konfliktu. Podle hypotézy Tanji Ellingsenové z Nord University v oblastech, kde druhé největší etnikum přesahuje hranici 20 % z celkového počtu obyvatelstva a titulární etnikum klesá pod 80 %, hrozí větší nebezpečí vzplanutí konfliktu. Stejná situace nastala i v Náhorním Karabachu ke konci 80. let.
Příklad Náhorního Karabachu svědčí o tom, jak nesensitivní národnostní politika sovětských pohlavárů měla za následek vznik dalšího bodu etnického napětí v oblasti Jižního Kavkazu. Momentální vztahy mezi Arménií a Ázerbájdžánem jsou primárně ovlivněny právě karabašskou otázkou, kdy obě země mají mezi sebou přerušené diplomatické styky, uzavřené hranice a v politické rovině uvnitř každé z nich probíhá vytváření obrazu nepřítele. Řešení otázky Karabachu u obyvatel Ázerbájdžánu zastiňuje i akutní témata, jakými jsou nezaměstnanost, bída a korupce. Na frontové linii dochází k periodickým provokacím, v důsledku kterých hynou další občané obou národů a samotné území Náhorního Karabachu nyní představuje mezinárodně neuznávanou republiku. Daný konflikt měl za následek ještě větší ukotvení etnické agonie mezi Armény a Ázerbájdžánci jak v oblasti Náhorního Karabachu, tak i po celém světě. V obou táborech dochází k formování obrazu prototypu úhlavního nepřítele, jenž by měl být eliminován za každou cenu. Specifikem tohoto konfliktu bylo, že v každé obsazené vesnici nebyly pozorovány pokusy o jakoukoliv exploataci obyvatel druhé strany, nýbrž jejich kompletní likvidace. Obě strany mají diametrálně odlišný pohled na možnou regulaci nastalé situace, což má za následek neúspěch všech mediačních pokusů ze strany světových velmocí. Demografické změny, které nastaly v průběhu dvacátého století v Náhorním Karabachu, byly hlavní příčinou vypuknutí války.
V momentě, kdy jedno etnikum začíná pociťovat ohrožení v podobě ztráty svého majoritního postavení, rozbují se uvnitř něj silné iredentistické tendence. Příčinou toho je strach z ještě většího útisku a kompletního zániku. Identická situace nastala i v Náhorním Karabachu u Arménů.